# Blastothrix nikolskajae
Blastothrix nikolskajae är en stekelart som beskrevs av Sugonjaev 1964. Blastothrix nikolskajae ingår i släktet Blastothrix och familjen sköldlussteklar.
Artens utbredningsområde är:
- Kazakstan.
- Mongoliet.
- Armenien.
- Uzbekistan.

Inga underarter finns listade.